# Häll-lav
Häll-lav (Melanelia hepatizon) är en lavart som först beskrevs av Erik Acharius och som fick sitt nu gällande namn av Arne Thell. 
Häll-lav ingår i släktet Melanelia och familjen Parmeliaceae. Arten är reproducerande i Sverige. Inga underarter finns listade i Catalogue of Life.

## Källor

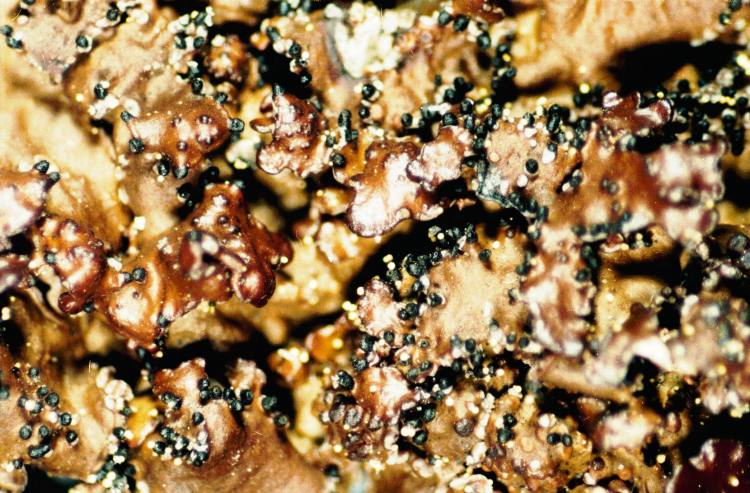
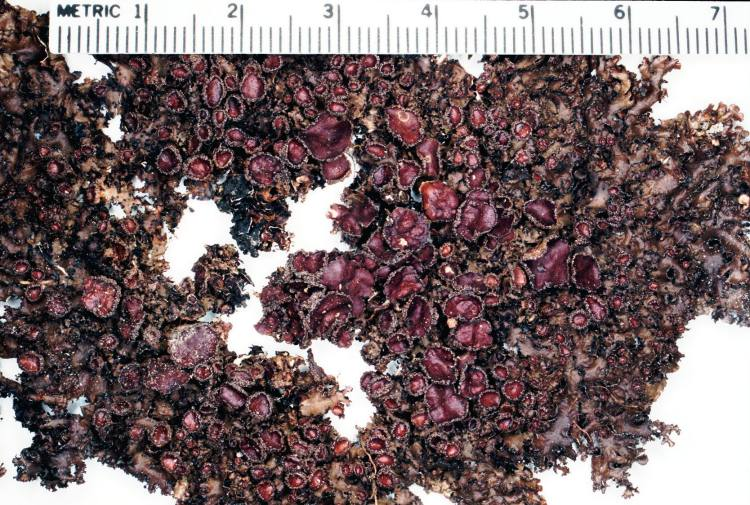
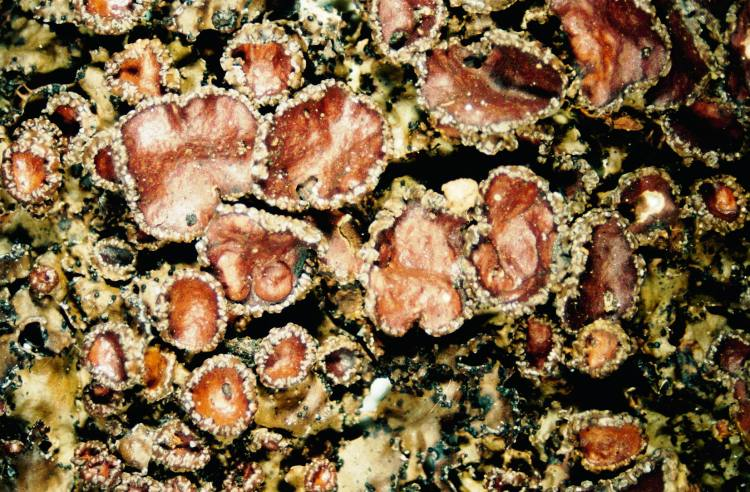
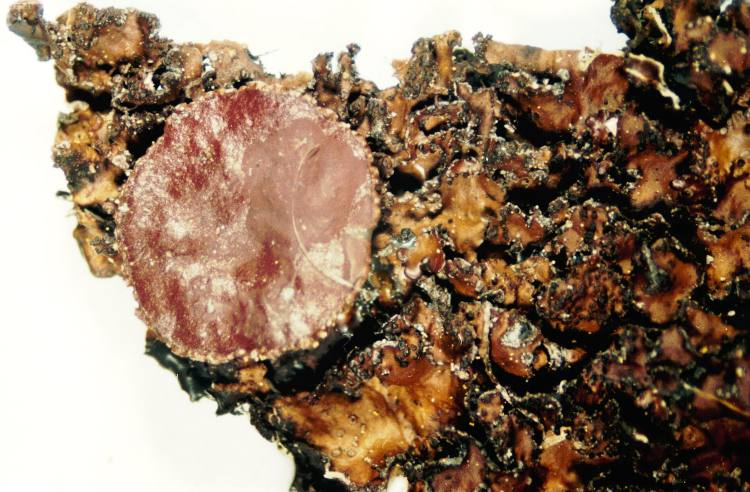